# Asianidia chrysanthemi
Asianidia chrysanthemi är en insektsart som först beskrevs av Lindberg 1954.  Asianidia chrysanthemi ingår i släktet Asianidia och familjen dvärgstritar. Inga underarter finns listade i Catalogue of Life.